# باشگاه بسکتبال مالاگا
باشگاه بسکتبال مالاگا (اسپانیایی: Baloncesto Málaga‎) یک باشگاه بسکتبال در شهر مالاگا، اسپانیا است. این باشگاه که در سال ۱۹۷۷ تأسیس شده در لیگ آ س ب بازی می‌کند.